# Вэньдэ (станция метро)
«Вэньдэ» (англ. Wende; кит. 文德) — станция линии Вэньху Тайбэйского метрополитена, открытая 4 июля 2009. Располагается между станциями «Нэйху» и «Ганцянь». Находится на территории района Нэйху в Тайбэе.

## Техническая характеристика
Станция «Вэньдэ» — эстакадная с боковыми платформами. Для перехода на противоположную платформу оборудован мостик над путями. На станции имеется два выхода, оснащённых эскалаторами и лифтами для пожилых людей и инвалидов.  На станции установлены платформенные раздвижные двери.